# Friedrich Rehse

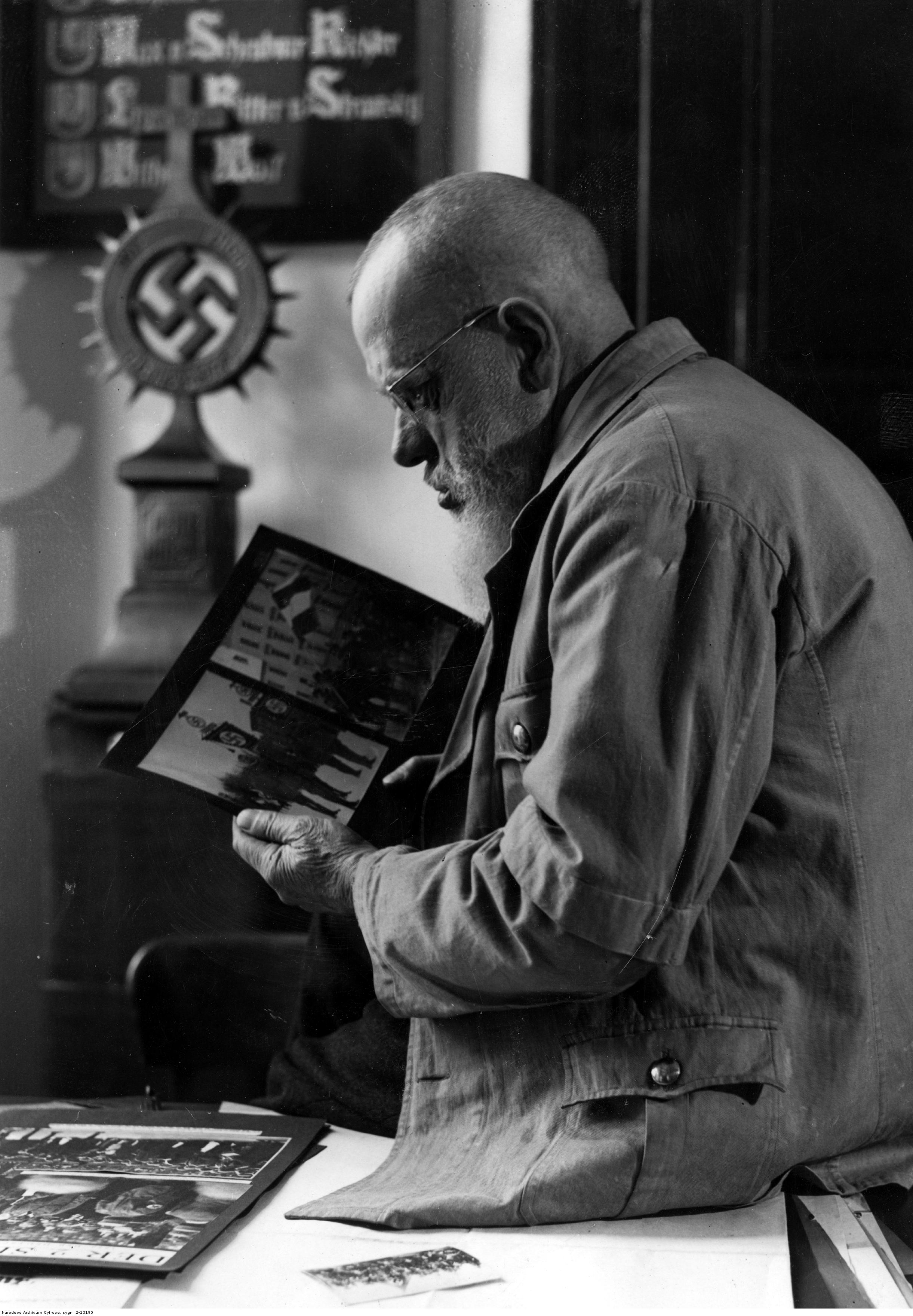
Friedrich Rehse

Friedrich Josef Maria Rehse (* 23. März 1870 in Münster; † 14. Januar 1952 in München) war ein deutscher Fotograf und Kunstverleger. Er wurde vor allem bekannt als ursprünglicher Anleger der sogenannten Sammlung Rehse, einem zentralen Quellenbestand zur Geschichte der NSDAP.

## Leben und Wirken
Rehse begann zu Beginn des Ersten Weltkrieges – wie er meinte „durch die Schüsse von Sarajewo inspiriert“ – eine zeitgeschichtliche Dokumentensammlung anzulegen, die er zunächst als „Archiv zur Zeitgeschichte und Publizistik München bezeichnete“. Später wurde diese im Allgemeinen als Sammlung Rehse bekannt. Die Sammlung umfasste Plakate, Fahnen, Zeitungsausschnitte, Broschüren und Objekte sonstiger Art. In den ersten Jahren ihres Bestehens wurden vor allem Materialien zur Zeitgeschichte, insbesondere zur Geschichte der politischen Parteien, gesammelt. Zu Beginn der 1920er Jahre begann Rehse damit, auch Materialien zur Geschichte der sich damals in München verstärkt bemerkbar machenden NSDAP zu sammeln, deren Geschichte bald einen Kernbestand der Sammlung ausmachte.
Seit 1921 stand Rehse in persönlichem Kontakt zu Adolf Hitler, in dessen Auftrag die Sammlung 1929 von der NSDAP für 80.000 RM erworben wurde. Die Sammlung, die Rehse nun als Angestellter der NSDAP betreute, unterstand fortan mit wechselnden Bezeichnungen (1929: Archiv und Museum für Zeitgeschichte, 1932: Sammlung FJM Rehse für Zeitgeschichte und Publizistik, 1938: FJ Rehse Archiv und Museum für Zeitgeschichte) dem Reichsschatzmeister der NSDAP. Zum 1. Mai 1937 trat Rehse der NSDAP bei (Mitgliedsnummer 3.900.002). Seit 1938 war die Sammlung in der Münchener Residenz untergebracht.
Die Sammlung, die als „Mischung aus Zeitgeschichtsarchiv und Kuriositätenkabinett“ bezeichnet worden ist, wurde noch bis in die Kriegsjahre hinein erweitert und zum Teil im Rahmen musealer Ausstellungen der Öffentlichkeit zugänglich gemacht.
Die Sammlung Rehse fiel zum Ende des Zweiten Weltkriegs in die Hände der Amerikaner, die sie beschlagnahmten und in die Vereinigten Staaten brachten. Ein Großteil der Sammlung wurde später dem Bundesarchiv übergeben, ein Teil verblieb jedoch in der Library of Congress in den Vereinigten Staaten. Ein weiterer Teil der Sammlung befindet sich im Dokumentationsarchiv des österreichischen Widerstandes in Wien.